# アーリ・スカンズ
アーリ・スカンズ（Arie Schans , 1952年12月12日 - ）は、オランダ出身のサッカー指導者。　

## 来歴
オランダのクラブチームコーチや日本体育大学サッカー部ヘッドコーチ、ブータン代表監督などを歴任。ブータン代表監督時にはFIFAランキング最下位決定戦でモントセラトと対戦（アザー・ファイナル）。試合はブータンが勝利し、最下位は免れた。
2004年、当時のハン・ベルガー監督とともに来日し、大分トリニータのフィジカルコーチに就任。2005年にはヘッドコーチに昇格。皇甫官監督の退任に伴い同年8月から監督代行を務め、同年9月にペリクレス・シャムスカ監督就任にあわせ、退団。
2007年12月からは、ナミビア代表の監督を務めている。

## 指導経歴
- ブータン代表:監督 2002-2003
- 大分トリニータ：フィジカルコーチ 2004
- 大分トリニータ：ヘッドコーチ 2005開始-2005.8
- 大分トリニータ：監督代行 2005.8-2005.9
- ナミビア代表：監督 2007.12-2008
- 貴州智誠足球倶楽部：監督 2013